# Arceuthobium verticilliflora
Arceuthobium verticilliflora är en sandelträdsväxtart som beskrevs av Georg George Engelmann. Arceuthobium verticilliflora ingår i släktet Arceuthobium och familjen sandelträdsväxter. Inga underarter finns listade i Catalogue of Life.